# Mark Feehily

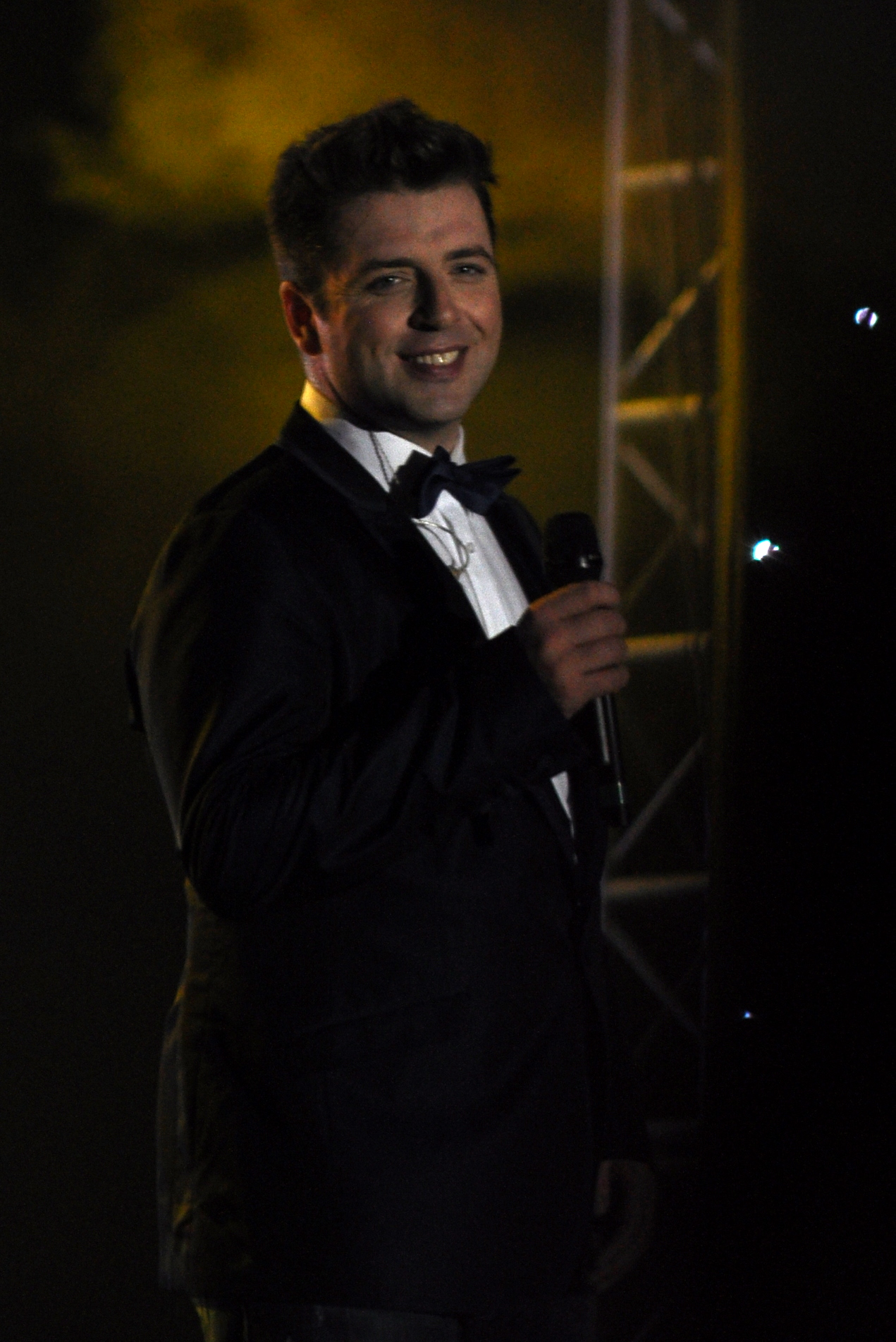
Mark Feehily, 2011

Markus „Mark“ Michael Patrick Feehily (* 28. Mai 1980 in Sligo) ist ein irischer Popsänger und Mitglied der Boygroup Westlife.

## Biografie
Mark Feehily wurde im Mai 1980 als Sohn von Marie und Oliver Feehily geboren. Er hat zwei Brüder.
Feehily war Mitglied bei IOU und ist eines der Gründungsmitglieder von Westlife. In der Band gilt er als schüchtern und dem Tanzen abgeneigt.
Feehilys große Vorbilder sind seine Eltern und Michael Jackson. Dennoch war seine erste selbst gekaufte CD Uptown Girl von Billy Joel, ein Lied, das er im Jahr 2001 als Cover im Rahmen der Charity-Organisation Comic Relief als Single veröffentlichte.
Im August 2005 bekannte Feehily sich öffentlich zu seiner Homosexualität und teilte mit, dass er seit Anfang 2005 eine Beziehung zu Kevin McDaid, einem ehemaligen Sänger der Boygroup V, habe.
Am 22. Februar 2019 gab er seine Verlobung mit Cailean O’Neill während eines Urlaubs auf Hurawalhi auf den Malediven über seinen Instagram-Account bekannt. Am 3. Oktober gaben Feehily and O’Neill ihrer Tochter Layla per Leihmutterschaft bekannt.
2015 gab er mit dem Album Fire sein Debütalbum als Solosänger. Das Album landete in den irischen Charts auf Platz 2.
Am 12. Februar 2022 erreichte Feehily als Robobunny im Finale der dritten Staffel des britischen Ablegers von The Masked Singer den dritten Platz.